# Paule de Brosse
Paule de Brosse, ou Paule de Bretagne ou encore Pauline de Brosse, morte le 9 août 1479, est une femme de la haute noblesse. 
Fille de Jean II de Brosse, comte de Penthièvre et de Nicole de Châtillon, vicomtesse de Limoges, elle est la deuxième épouse du comte de Nevers Jean de Bourgogne, avec qui elle a un seul enfant survivant, Charlotte de Bourgogne.

## Biographie
Paule de Brosse est la fille de Jean II de Brosse, comte de Penthièvre,,, vicomte de Bridiers et seigneur de Boussac et de Nicole de Châtillon ou de Blois, dite de Bretagne, vicomtesse de Limoges puis comtesse de Penthièvre,.
Elle épouse le 30 août 1471 au château de Boussac Jean de Bourgogne, comte de Nevers, de Rethel, d'Étampes et d'Eu, veuf de Jacqueline d'Ailly,. Paule de Brosse accouche probablement le 4 novembre 1476 d'une fille qui ne vit que quelques jours. Le couple a un seul enfant qui survit, Charlotte de Bourgogne, comtesse de Rethel,. 
Paule de Brosse fait établir son testament au même moment que son mari, le 3 mai 1479. Elle fait de sa fille Charlotte son héritière universelle. Elle prévoit que son corps soit enterré la cathédrale de Nevers et que son cœur soit déposé dans le couvent des clarisses de Decize,. Ce type de partition du corps n'est alors plus guère en usage. Par humilité, elle demande que quinze « pauvres pucelles », habillées en béguines, assistent à son enterrement,.
Paule de Brosse meurt le 9 août 1479,,. Elle est enterrée dans la nécropole familiale des comtes de Nevers, la cathédrale Saint-Cyr-et-Sainte-Julitte de Nevers,. Jean de Bourgogne, veuf pour la seconde fois, se remarie en 1480 avec Françoise d'Albret, fille d'Arnaud Amanieu d'Albret, seigneur d'Orval,.